# Abraham Ledeboerpark
Het Abraham Ledeboerpark is een stadspark in Enschede, dat vernoemd is naar de Enschedese textielfabrikant Abraham Ledeboer (1903-1944), die is vermoord in het concentratiekamp Neuengamme. Het park behoort tot de vijf mooiste parken ter wereld.
Van 1880 tot 1956 stond in het centrale deel van het landgoed een villa van de familie Ledeboer. De tuin is aangelegd in 1880 naar ontwerp van Dirk Wattez. Een poort uit datzelfde jaar, met twee beelden van adelaars op de zuilen aan weerskanten, verschaft toegang tot het park.
Na de afbraak van de villa is de grond geschonken aan de gemeente Enschede. Twee bezienswaardigheden zijn het koetshuis (thans een bijenstal) en de mammoetboom.
Ten oosten van het Ledeboerpark staat het los hoes ’Het Lammerinkswönner’.
In 2025 ontving het park voor de 14e keer op rij een internationaal award voor mooiste, schoonste en best onderhouden park.

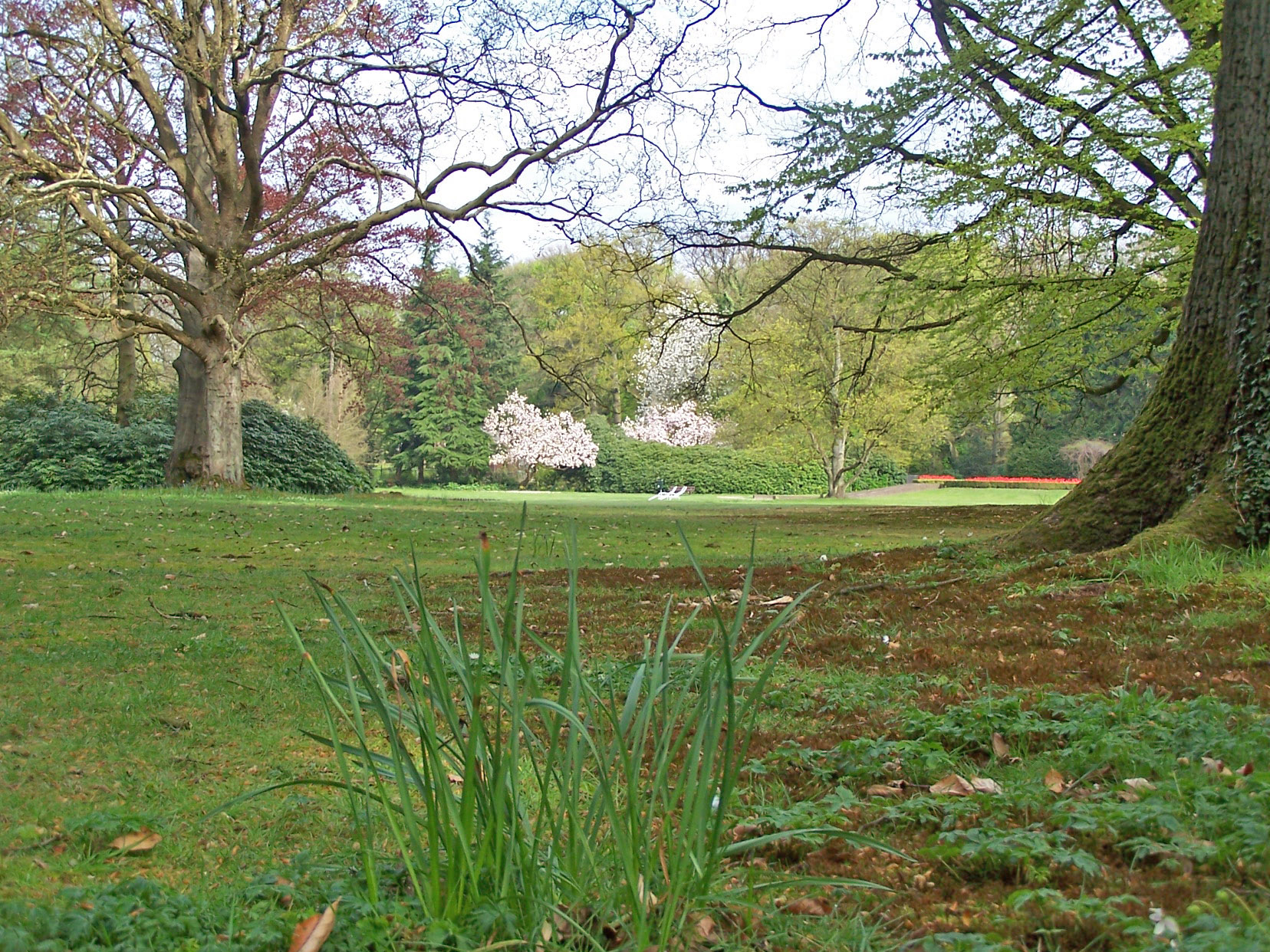
Zicht op het midden van het park
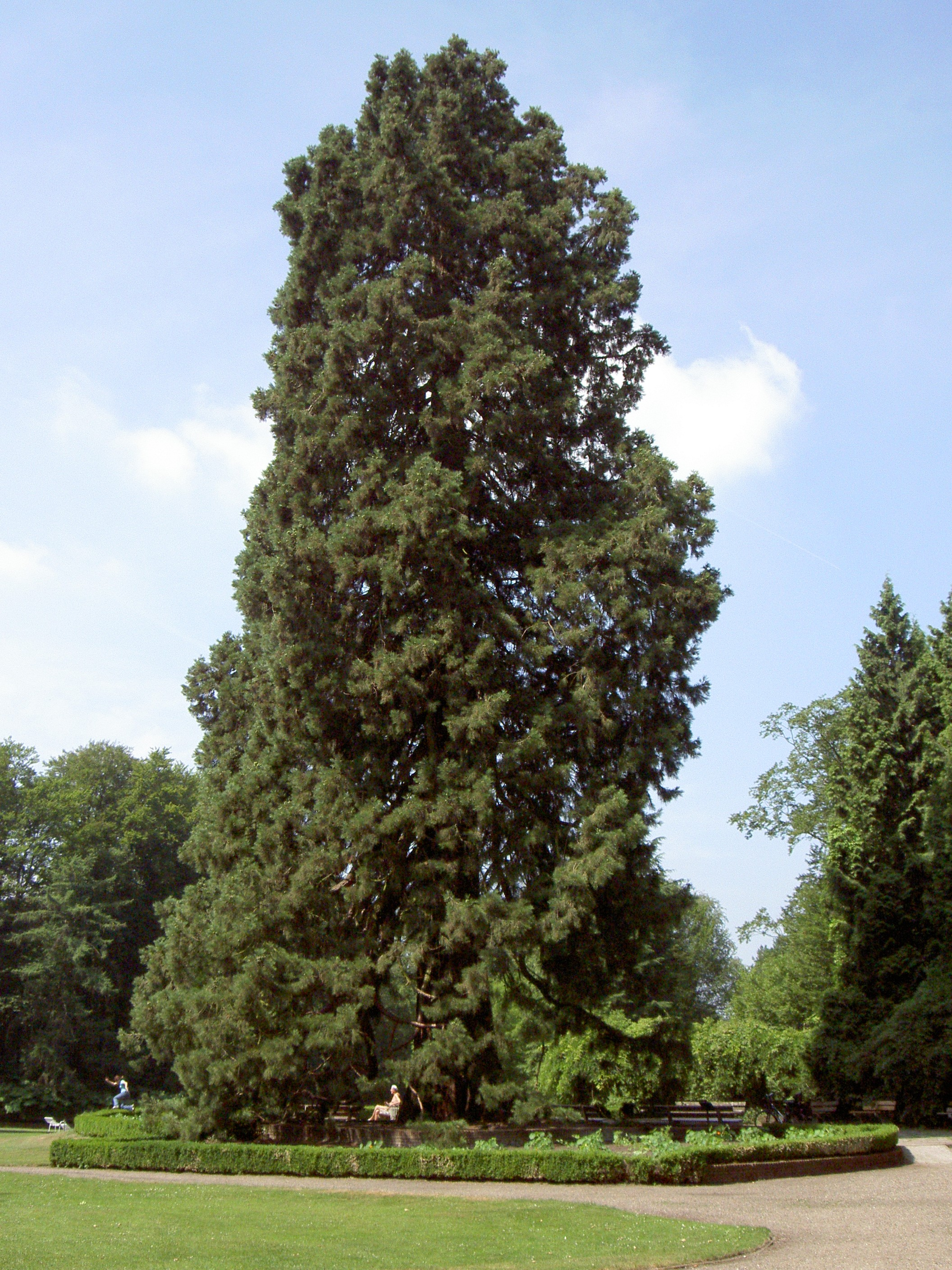
De mammoetboom
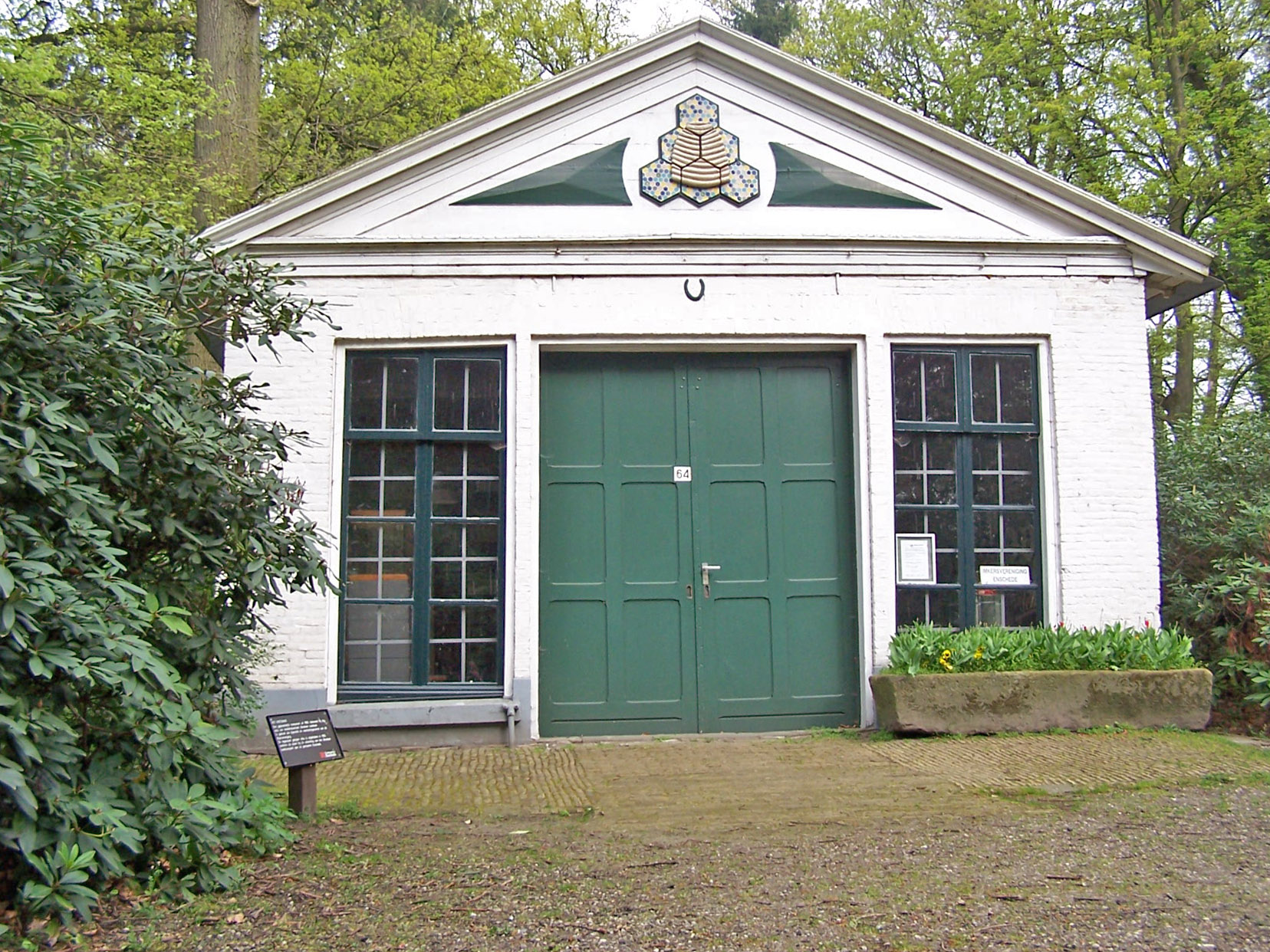
Oude koetshuis, nu bijenstal